# Cantonul Laval-Est
Cantonul Laval-Est este un canton din arondismentul Laval, departamentul Mayenne, regiunea Pays de la Loire, Franța.

## Comune
- Entrammes
- Laval (parțial, reședință)